# IEEE 802.1Q
O padrão IEEE 802.1Q permite a criação de redes virtuais locais (VLANs) dentro de uma rede Ethernet. A ideia principal é a de adicionar rótulos de 32 bits (802.1Q tags) nos quadros Ethernet e instruir os elementos comutadores de camada de enlace (ex. switches, bridges) a trocarem entre si apenas quadros contendo um mesmo identificador. Somente as pontes e switches usam os campos VLAN, as máquinas dos usuários não. Isto permite que uma rede física seja dividida em várias redes virtuais. Estações numa rede virtual só conseguem comunicar com estações noutra rede através de comutadores de camada de rede (ex. roteador, firewall). O 802.1Q também padroniza extensões para protocolos Spanning-Tree, qualidade de serviço e diversos outros aspectos relacionados a redes comutadas Ethernet. IEEE_802.1ad incorporado no IEEE 802.1Q-2011 . Shortest Path Bridging incorporado no IEEE 802.1Q-2014
VLANs têm como objetivos oferecer os seguintes benefícios:
- Facilitar a administração de grupos de estações de uma rede local. Não é necessário, por exemplo, reconectar cabos se uma máquina precisar mudar de rede virtual.
- Restringir o tráfego entre as redes virtuais. Se antes seria necessário um comutador adicional para cada rede que se quisesse separar, agora é possível isolar redes de forma independente.
- Manter compatibilidade com outros protocolos de controle de acesso ao meio; mais exatamente com os protocolos IEEE 802 LAN MAC.
- Fácil interoperabilidade com redes comutadas tradicionais (do padrão IEEE 802.1D)

## Funcionamento

Inserção do rótulo 802.1Q num quadro Ethernet

Quadro 802.1Q

## Anotações diversas
Porque os protocolos de rede confiam (rely) tipicamente em perguntas do tipo broadcast deixando as estações descobrirem umas as outras, disparando mensagens para todos os hosts (Broadcast), os dispositivos em duas LANs não se "enxergam" sem a ajuda de um dispositivo na camada de rede com portas em ambas as LANs, tal como um roteador [carece de fontes?].
O fato é que as transmissões estão distribuídas a todos os dispositivos dentro da LAN e uma LAN não pode tornar-se muito grande pois o tráfego de transmissão dos dispositivos tornam-se excessivos. A habilidade dos dispositivos em uma LAN de descobrir-se significa também que os usuários que abrigam dados sensíveis devem ser colocados em uma LAN separada do usuário médio, com os filtros do roteador que controlam o acesso. Estes fatores tornam-se críticos para que os administradores da rede controlem limites da LAN [carece de fontes?].
Uma VLAN é um domínio administrativo configurado dentro da LAN ou dentro do domínio. Em vez de ir ao RACK e mover um cabo para uma LAN diferente, os administradores da rede podem realizar esta tarefa remotamente configurando uma porta em um protocolo 802.1Q para pertencer a uma VLAN diferente. A habilidade de mover estações finais para domínios diferentes da transmissão ajustando perfis do domínio para cada porta em switch centralmente controlados é uma das principais vantagens do protocolo 802.1Q em VLAN's [carece de fontes?].
O switch age como um remetente inteligente do tráfego e um dispositivo simples de segurança da rede. Os frames começam a ser emitidos somente para as portas onde o dispositivo do destino é unido. Os frames de broadcast e multicast são confinados pelas estações dos limites de VLAN, assim somente cujas portas são membros da mesma VLAN vêem aqueles frames. Desta maneira a largura de banda é otimizada e a segurança da rede é realçada [carece de fontes?].
Protocolos 802.1Q em VLANs não são limitados a um switch. VLANs podem ser expandidas em muitos switches, e em ligações de rede WAN. Compartilhamento de VLANs entre switches é conseguido introduzindo um TAG com um identificador de VLAN (VID) entre 1 e 4 094 em cada frame. Uma VID deve ser atribuído para cada VLAN. Atribuindo o mesmo VID a VLANs muitos switches em uma ou mais VLAN (domínio de broadcast) pode ser prolongado através de uma grande rede.
O segredo para executar esta mágica está nos TAG. As portas do switch com protocolo 802.1Q podem ser configuradas para transmitir frames com tagged ou untagged. Um campo do TAG que contem a informação prioridade de VLAN (e/ou 802.1p) pode ser introduzido em um frame da Ethernet. Se uma porta tiver um dispositivo 802.1Q unido (como um outro switch), estes frames taggeds podem carregar a informação do domínio de VLAN entre switches, assim deixar um múltiplo da extensão dessa VLAN em vários switches.
Há um observação importante: Os administradores da rede devem assegurar portas para os dispositivos com o não (untagged) uso do protocolo 802.1Q unidos são configurados para transmitir frames. Muitas placas de rede para PC's e impressoras não são compatíveis com o protocolo 802.1Q. Se receberem um frame tagged, não compreenderão o TAG de VLAN e descartarão o frame. Também, o tamanho legal máximo do frame do Ethernet para frames tagged foi aumentado em 802.1Q (e em seu companheiro, 802.3ac) 1.518 a 1.522 bytes. Isto poderia causar as placas de rede e switchs mais velhos o descarte desses frames por oversized, ou frame maior que o permitido pela MTU. [carece de fontes?]
No exemplo de uma rede com um ATM WAN, os switches da Ethernet com uplinks do ATM podem ter uma VLAN-Emulando uma-LAN (ELAN) traçar a característica 802.1Q VIDs aos nomes do ATM ELAN. Isto deixa os benefícios da otimização e da segurança da largura de banda da VLAN ser prolongados entre edifícios do campus ou nivelar entre locais remotos de acordo com a necessidade.[carece de fontes?]